# 河内王 (奈良時代後期)
河内王（かわちおう、生没年不詳）は、奈良時代の皇族。官位は正五位下・丹後守。

## 経歴
聖武朝の天平9年（737年）无位から従五位下に直叙される。
天平宝字2年（758年）淳仁天皇の即位に際して、奉幣を行うために、散位・中臣池守らとともに伊勢太神宮に派遣された（この時の官職は左大舎人頭）。天平宝字3年（759年）22年振りに昇叙されて従五位上になると、天平宝字4年（760年）義部大輔、天平宝字6年（762年）丹後守に任ぜられている。しかし、天平宝字8年（764年）に発生した藤原仲麻呂の乱に連座したらしく官位を剥奪される。
宝亀元年（770年）光仁天皇の即位に伴って従五位上に復されると、宝亀3年（772年）には正五位下に叙せられた。

## 官歴
『続日本紀』による。
- 天平9年（737年） 9月28日：従五位下（直叙）
- 天平宝字2年（758年） 8月19日：見左大舎人頭
- 天平宝字3年（759年） 6月16日：従五位上
- 天平宝字4年（760年） 正月16日：義部大輔
- 天平宝字6年（762年） 正月9日：丹後守
- 時期不詳：官位剥奪
- 宝亀元年（770年） 10月1日：従五位上（復本位）
- 宝亀3年（772年） 正月3日：正五位下